# Ik meen 't
Ik meen 't is een single van de Nederlandse zanger André Hazes uit 1985. Het stond in 1984 als twaalfde track op het album Jij en ik, waarvan het de tweede single was na Donker om je heen.

## Achtergrond
Ik meen 't is geschreven door André Hazes, Eddie Reeves en Jimmy Holiday en geproduceerd door Tim Griek. Het is een Nederlandse adaptatie door Hazes van het lied All I Ever Need Is You van Ray Charles uit 1971. Het nummer is een van Hazes' meest populaire en succesvolle nummers. Het lied stond dertien weken in de Nationale Hitparade, met de eerste plek als piekpositie. In de Top 40 was het elf weken te vinden en was de tweede positie de hoogste plaats. Het stond ook in de Vlaamse Ultratop-lijst. Hier kwam het tot de tiende positie.

## NPO Radio 2 Top 2000
| Nummer met noteringen in de NPO Radio 2 Top 2000 | '02  | '03  | '04  | '05  | '06  | '07  | '08  | '09-'21 | '22  | '23  | '24  |
| ------------------------------------------------ | ---- | ---- | ---- | ---- | ---- | ---- | ---- | ------- | ---- | ---- | ---- |
| All I Ever Need Is You                           | 1290 | 1800 | 1250 | 1440 | 1702 | 1672 | 1611 | -       | 1598 | 1547 | 1550 |

1. ↑  Een '-' betekent dat het nummer niet was genoteerd en een vetgedrukt getal geeft de hoogste notering aan.
2. ↑  2002 was het eerste jaar met een notering voor dit nummer.

## Cover
De Edwin Evers Band heeft in 2014 een cover met reggae-achtige effecten opgenomen met de naam Ik meen het. Deze versie was minder succesvol dan het origineel, maar kwam wel tot de tweede plek van de Single Top 100. In de Top 40 kwam het tot de 28e plaats.